# R34

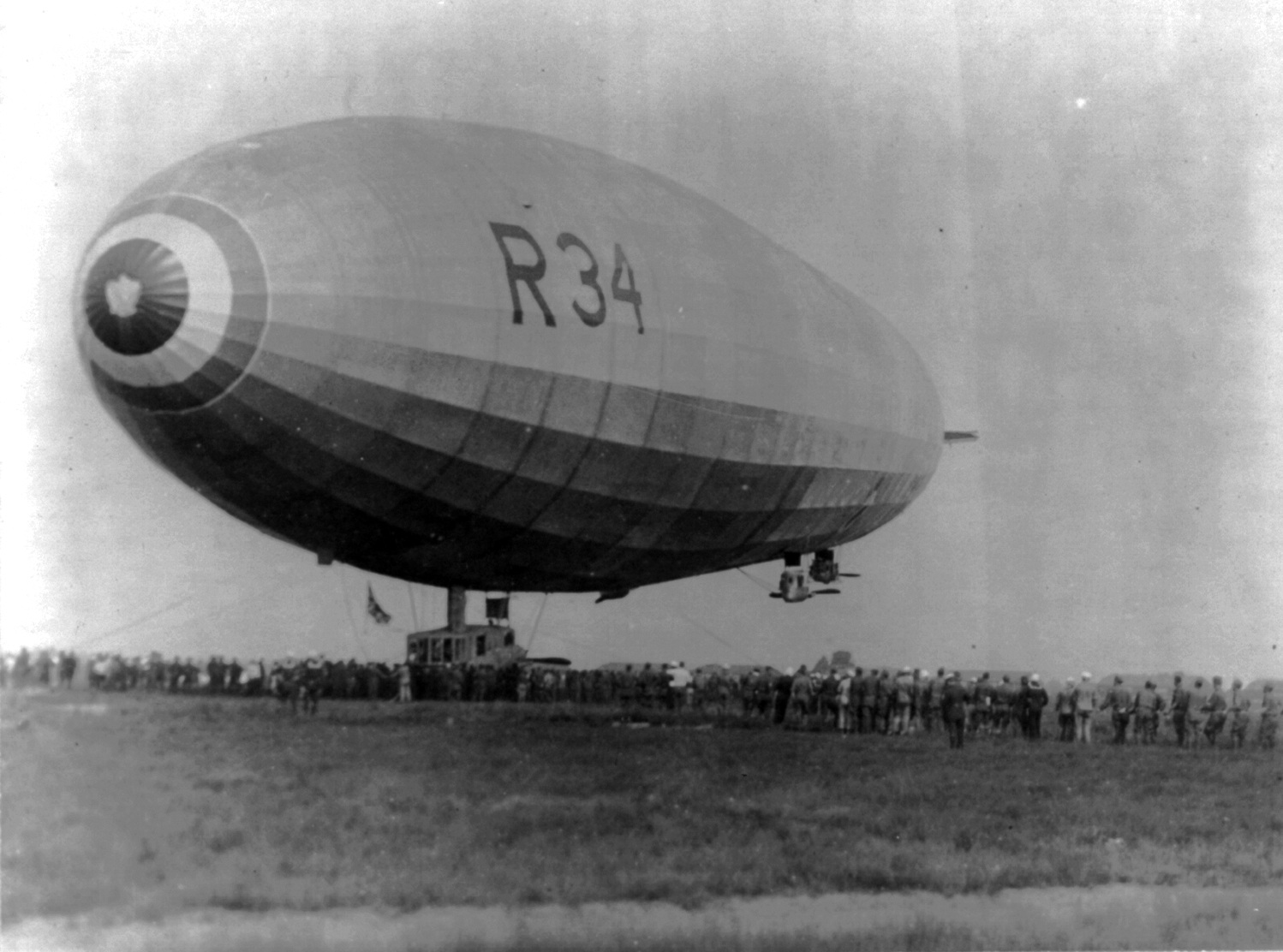
R34 in Mineola, Long Island, N.Y.

Das britische Starrluftschiff R34 war das erste Luftschiff, das 1919 den Atlantik überquerte. Es unternahm damit den ersten Nonstop-Ost-West-Transatlantikflug überhaupt.
Ihr Schwesterschiff R33 wurde fast zeitgleich in Dienst gestellt. Beide Schiffe waren auf der Basis des im Ersten Weltkrieg in England notgelandeten deutschen Zeppelin-Militärluftschiffs L33 vom Typ „R“ gebaut worden.
Es war von der Firma Beardmore Inchinnan Airship factory in Inchinnan gebaut worden. Die Arbeiten begannen 1917. Die Konstruktionspläne enthielten auch Bombenhalterungen und Maschinengewehrplätze. Das Schiff wurde mit dem Ende des Krieges fertiggestellt. Die erste Fahrt erfolgte am 14. März 1919. Die Ablieferungsfahrt fand am 24. März 1919 statt und war von vielen Komplikationen überschattet, wie verklemmten Höhensteuerdrähten, die das Steigen über Prallhöhe verursachten, und sich lösenden Benzintanks. Auch bei der Landung kam es zu Problemen.
Die Admiralität lieh das Luftschiff nach Kriegsende dem Luftfahrtministerium, um Langstreckentests durchzuführen. Das Schiff führte vom 17. bis zum 20. Juni 1919 eine Demonstrationsfahrt über der Norddeutschen Küste durch.

## Das Luftschiff
Aufgrund seiner damals beeindruckenden Größe bekam es den ironischen Spitznamen „Tiny“ (dt.: „winzig“), denn es war größer als ein Dreadnought-Schlachtschiff. Der ursprüngliche Zweck von R34 bestand im Schutz von Geleitzügen sowie der Aufklärung von feindlichen U-Boot Aktivitäten.
Die Maße waren damals beeindruckend. R34 hatte ein Traggasvolumen von etwa 55.230 Kubikmetern (1.950.000 cft), war 196 m lang (643 ft) und hatte einen Durchmesser von rund 24 m (79 ft). Die Konstruktion des Schiffes war, wie auch die des Schwesterschiffes R33, weitestgehend von dem in England erbeuteten notgelandeten deutschen Kriegszeppelin L 33 kopiert. (Die Nummern fielen rein zufällig zusammen.)
Der Antrieb bestand aus fünf neuartigen Sunbeam-Maori-Motoren mit je 200 kW (270 PS) Leistung. Damit konnte das Schiff eine Geschwindigkeit von rund 100 km/h (62 mph) erreichen. Das gesamte Gerippe war lackiert worden, um es vor Korrosion zu schützen. Das Schiff hatte einen Auftrieb von rund 59 Tonnen und dabei eine Nutzlast von 26 Tonnen.
Die Fahrtgeschwindigkeit von R34 wurde über ein Pitotrohr gemessen. Der Abdrift konnte entweder über die vorhandene Bombenzieleinrichtung
oder einen optischen Abdriftmesser erfasst werden.

## Atlantikfahrt
Das Schiff startete am 2. Juli 1919 unter dem Kommando von Major George Herbert Scott von East Fortune in East Lothian/Schottland zur ersten Nonstop-Atlantiküberquerung eines Starrluftschiffes und erreichte Mineola/New York (Long Island) am 6. Juli 1919. Die Hinfahrt dauerte 108 Stunden und 12 Minuten, damals ein Bruchteil einer Seereise auf dieser Strecke. Als das Schiff ankam, hatte es nur noch Kraftstoff für weitere 30 Minuten. Der Offizier John Edward Maddock Pritchard sprang aus 600 m (2.000 ft) Höhe mit dem Fallschirm ab und koordinierte die Landung am Boden. Er war der erste Mensch, dessen Fuß nach einer Nonstop-Ost-West-Atlantiküberquerung in der Luft den Boden berührte.
Als Maskottchen nahm eine gefleckte Katze am Flug teil:

„Als wir über Neuschottland flogen, so erzählte General Maitland, beinerkten wir plötzlich, wie das Tier einen mächtigen Buckel machte und sich seine Haare sträubten, wobei es zu pfauchen (sic!) begann und wütend mit dem Schweife um sich schlug. Gleich darauf hörten wir zu unserer Ueberraschung ganz fein das Bellen eines Hundes vom Lande her. Trotz des Motorengeräusches und des dicken Nebels hatte die Katze aus weiter Ferne ihren ‚Feind‘ erkannt.“

Die Rückfahrt nach Norfolk in England begann am 9. Juli 1919 und dauerte aufgrund der Windbedingungen nur 75 Stunden und 3 Minuten (ca. 3 Tage und 3 Stunden). Es waren 33 Personen an Bord, darunter auch ein blinder Passagier. R34 landete am 13. Juli 1919 in Pulham St Mary. Danach wurde das Luftschiff in Howden überholt.
Bereits ein Jahr zuvor gab es in Deutschland Pläne, mit dem Zeppelin LZ 114 den Atlantik zu überqueren. Die geplante Fahrt im Frühjahr 1919 wurde jedoch damals untersagt. Der erste West-Ost-Nonstop-Transatlantikflug eines Flugzeuges fand nur wenige Tage vor R34 statt. Arthur Whitten Brown und John Alcock waren am 14./15. Juni 1919 von Neufundland nach Irland geflogen. Der Erste Ost-West-Nonstopflug eines Flugzeuges über den Atlantik sollte noch fast ein Jahrzehnt auf sich warten lassen.
Das nächste Luftschiff, das den Atlantik überquerte, war 1924 der Zeppelin LZ 126, der nach seiner Lieferung an die US-Marine in ZR-3 „USS Los Angeles“ umbenannt wurde.

## Die letzte Fahrt

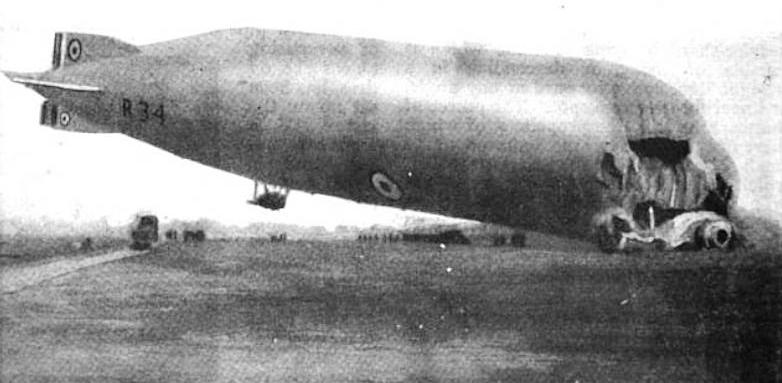
R34 nach der Havarie

Anfang 1920 entschieden die USA, das Luftschiff R38 von England zu kaufen. Während der Vorbereitungen wurde unter anderem auch eine amerikanische Luftschiffbesatzung in England ausgebildet. Im Januar 1921, 18 Monate nach der Atlantiküberquerung, übte diese Mannschaft mit der R34. Es war die erste Fahrt nach der Überholung, und es waren auch britische Luftschiffer an Bord, um die Reparaturarbeiten zu überprüfen. Während der Trainingsfahrt schlug das Wetter um, und das Luftschiff wurde von plötzlich auftretenden Abwinden in der Nähe von Guisborough auf den Boden gedrückt. Dies geschah am 28. Januar 1921 nachts um 00:10 Uhr. Der Aufprall weckte alle schlafenden Besatzungsmitglieder, das Schiff prallte jedoch vom Boden ab und kam wieder in die Luft.
Der Kapitän ließ daraufhin für die Schadensaufnahme die Maschinen stoppen.
Die Steuergondel war stark eingedrückt, und in ihr klebte überall Heidekraut. Die Mannschaft benötigte 15 Stunden, um nach Howden zurückzukehren, da drei Maschinen ausgefallen waren. Bei zweien waren die Luftschrauben durch die Bodenberührung abgesprungen. Nach der Ankunft des Luftschiffs in Howden hatte die rund 400 Mann starke Bodenmannschaft große Probleme, das Schiff einzuhallen, da recht starker Wind wehte. Nachdem das Schiff mehrmals auf dem Boden aufgeschlagen war, entschied man sich, es in einigen Bäumen in der Nähe zu verankern. Am nächsten Tag wurde R34 inspiziert und für zu stark beschädigt erklärt, um es zu reparieren. Innerhalb der nächsten drei Tage wurde es verschrottet.
Nach einer anderen Quelle fand die letzte Fahrt am 27. Februar statt.